# Georg Kelling
Georg Kelling (ur. 7 lipca 1866 w Dreźnie, zm. 14 lutego 1945 tamże) – niemiecki lekarz i chirurg. Studiował medycynę w Lipsku i Berlinie. W 1890 roku otrzymał tytuł doktora medycyny, po czym praktykował w szpitalu w rodzinnym mieście. Zginął podczas alianckich nalotów na Drezno, 13 lub 14 lutego 1945 roku.
Pamiętany jest za pierwszy zabieg laparoskopowy, który przeprowadził w 1901 roku na psie, używając cystoskopu Nitzego. Zabieg swój nazwał "celioskopią" ("Coelioskopie"). 